# Albertus Pictor
Albertus Pictor, né à Immenhausen, en Saint-Empire (vers 1440-1509) est un peintre suédois de fresques d'églises, connu aussi comme  Albert Målare et Albrekt Pärlstickare (le brodeur de perles).
Une de ses œuvres située à Täby kyrkby (en) représentant la mort jouant aux échecs, a inspiré à Ingmar Bergman son film Le Septième Sceau en 1957.

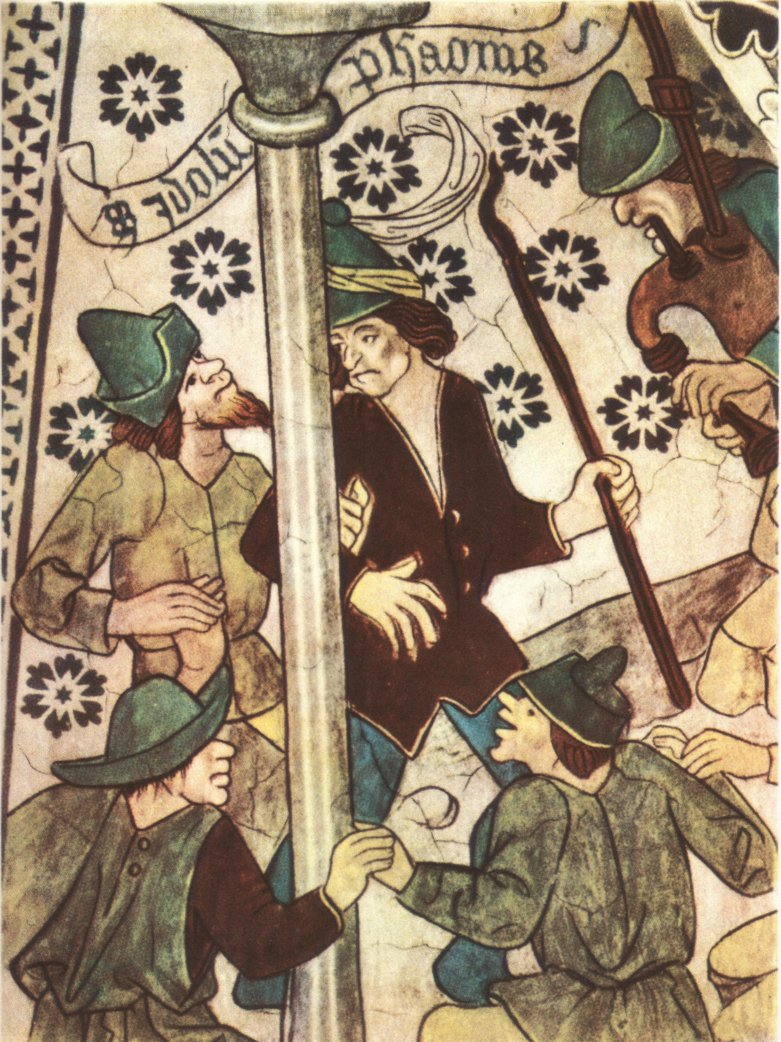
Paysans dansant,.